# Deanmill
Deanmill är en ort i Australien. Den ligger i kommunen Manjimup och delstaten Western Australia, omkring 260 kilometer söder om delstatshuvudstaden Perth.
Trakten runt Deanmill är nära nog obefolkad, med mindre än två invånare per kvadratkilometer.. Närmaste större samhälle är Manjimup Shire, nära Deanmill. 
I omgivningarna runt Deanmill växer i huvudsak städsegrön lövskog. Genomsnittlig årsnederbörd är 1 106 millimeter. Den regnigaste månaden är maj, med i genomsnitt 192 mm nederbörd, och den torraste är februari, med 13 mm nederbörd.